# ヒューゴ・ボーチャード
ヒューゴ・ボーチャード（Hugo Borchardt, 1844年6月6日 - 1924年5月8日）はドイツ出身の銃器設計者、発明家。世界初の実用自動拳銃とされるボーチャードピストルなどを開発した。ドイツ国外、とくにアメリカでの活躍から英語風に読まれることが多い（ドイツ読みはフーゴー・ボルヒャルト）。

## 生涯
1860年にアメリカ合衆国に移住し、コルト・ファイヤーアームズ、ウィンチェスター・リピーティングアームズなどで銃器の開発に従事。シャープス・ライフル・マニュファクチュアリング・カンパニーではシャープス・ボーチャード モデル1878を設計している。同社が倒産した1881年に帰国後もブダペストの銃器会社Fegyver- és Gépgyárで研究を続け、1890年から1892年に再び渡米してレミントン・アームズのコンサルタントとなり、アメリカ陸軍におけるライフルの試験に関わった。帰国後の1893年にはベルリンのルートヴィヒ・レーヴェ&カンパニー（現在のDWMの前身）でボルヒャルトC93及び同銃専用弾の7.65x25mmボルヒャルト弾を開発。これらは同社のゲオルグ・ルガーらにより改良され、ルガーP08、9x19mmパラベラム弾などが生み出されることとなる。
1924年にベルリン郊外で肺炎のため死去。銃器のみならず削岩機などの機械でも特許を残している。